# Naomi Jacob
Naomi Ellington Jacob, född 1 juli 1889, död 27 augusti 1964, var en brittisk författare.
Naomi Jacob stammade på fädernet från en spansk-holländsk judesläkt, på mödernet från bönder i Yorkshire, där hon föddes. Vid 15 års ålder blev hon lärarinna vid en "kyrkskola" i norra England, var sedan anställd vid en varieté, arbetade vid en ammunitionsfabrik under första världskriget, vårdades på lungsanatorium, uppträdde som skådespelerska på londonscener, filmade, debuterade som författare och visades från 1930-talet i Italien av hälsoskäl. Jacob, som var mycket produktiv, skrev en rad skildringar i populär stil med motiv främst från engelskt landsortsliv, såsom That wild lie (1930, svensk översättning Huset Gollantz, 1936), Roots (1931), Young Emmanuel (1932, svensk översättning Två bröder Gollantz, 1936), The founder of the house (1935), Fade out (1937, svensk översättning Rampljus, 1939), The lenient god (1938), Straws in amber (1938), This porcelain clay (1939, svensk översättning Gudars avbild, 1940), They left the land (1940, svensk översättning Fädernas gård, 1941), The cap of youth (1941, svensk översättning På väg mot målet, 1942), Under new management (1941, svensk översättning Foresthotellen, 1943), Private Gollantz (1943, svensk översättning Emanuel Gollantz vänder åter, 1944), Susan Crowther (1945, svensk översättning 1947), Honour's a mistress (1947) och Gollantz (1949). Självbiografiskt innehåll finns i Me: a chronicle about other people (1933), Me - in the kitchen (1935), Me - again (1937), Me and the mediterranean (1945), More about me (1946) och Me - over there (1947).